# Younes Bellakhdar
Younes Bellakhdar (arab. يونس بلخضر, ur. 17 czerwca 1987) – marokański piłkarz, grający jako prawy obrońca. Od 2017 roku wolny zawodnik. Dwukrotny reprezentant kraju.

## Klub

### Początki
Zaczynał karierę w Raja Casablanca, gdzie występował do 2011 roku.

### Olympic Safi
1 stycznia 2011 roku dołączył do Olympic Safi. W sezonie 2011/2012 zagrał 14 meczów i strzelił jednego gola.

### FAR Rabat
1 lipca 2012 roku dołączył do FAR Rabat. W klubie tym debiut zaliczył 19 września 2012 roku w meczu przeciwko Wydad Casablanca (2:0 dla zespołu ze stolicy Maroka). Zagrał cały mecz. Pierwszego gola strzelił 6 października 2012 roku w spotkaniu przeciwko Difaâ El Jadida (1:2 dla FAR-u). Do siatki trafił w 57. minucie. Pierwszą asystę zaliczył 30 listopada 2012 roku w meczu przeciwko Olympic Safi (1:1). Asystował przy bramce Mouhssine Abdelmoumena w 88. minucie. Łącznie zagrał 24 spotkania, strzelił jednego gola i miał 3 asysty.

### Muaither SC
1 lipca 2014 roku dołączył do katarskiego Muaither SC.

### Moghreb Tétouan
20 lipca 2015 roku został zawodnikiem Moghrebu Tétouan. W tym zespole zadebiutował 18 września 2015 roku w meczu przeciwko Olympic Safi (1:0 dla byłego zespołu Bellakhdara). Zagrał całe spotkanie. 4 dni później strzelił swojego pierwszego gola, stało się to podczas meczu przeciwko Hassanii Agadir (2:4 dla rywali Moghrebu). Do siatki trafił z rzutu karnego w 83. minucie. Łącznie zagrał 13 meczów i zdobył jednego gola.

### Wydad Casablanca
1 lipca 2016 roku został kupiony przez Wydad Casablanca za 166 tysięcy euro. W zespole tym zadebiutował 1 października 2016 roku w meczu przeciwko Olympique Khouribga (2:3 dla Wydadu). Łącznie zagrał 4 mecze ligowe, a w dodatku mistrzostwo Maroka.

## Reprezentacja
W reprezentacji Maroka zagrał dwa mecze. Pierwszy z nich zagrał przeciwko Mozambikowi 13 października 2012 roku (4:0 dla Marokańczyków). Zagrał cały mecz.